# Episodi di E.N.G. - Presa diretta (terza stagione)
La terza stagione della serie televisiva E.N.G. - Presa diretta è stata trasmessa in anteprima in Canada dalla CTV a partire dal 31 ottobre 1991.
| nº | Titolo originale    | Titolo italiano | Prima TV Canada  | Prima TV Italia |
| -- | ------------------- | --------------- | ---------------- | --------------- |
| 1  | Ways and Means      |                 | 31 ottobre 1991  |                 |
| 2  | Picnic              |                 | 7 novembre 1991  |                 |
| 3  | Illuminations       |                 | 1991             |                 |
| 4  | Secrets             |                 | 1991             |                 |
| 5  | Smoke and Mirrors   |                 | 1991             |                 |
| 6  | Intruders           |                 | 1991             |                 |
| 7  | Pirates             |                 | 1991             |                 |
| 8  | Two for the Show    |                 | 1992             |                 |
| 9  | The Sleep of Reason |                 | 1992             |                 |
| 10 | Final Cut           |                 | 1992             |                 |
| 11 | Double Vision       |                 | 1992             |                 |
| 12 | The Best Defence    |                 | 1992             |                 |
| 13 | Public Enemy        |                 | 1992             |                 |
| 14 | True Patriot Love   |                 | 27 febbraio 1992 |                 |
| 15 | Child's Play        |                 | 5 marzo 1992     |                 |
| 16 | Acid Test           |                 | 1992             |                 |
| 17 | Harvest             |                 | 1992             |                 |
| 18 | Pressure            |                 | 1992             |                 |